# Currie
Currie és una població dels Estats Units a l'estat de Minnesota. Segons el cens del 2000 tenia 225 habitants.

## Demografia
Segons el cens del 2000, Currie tenia 225 habitants, 109 habitatges, i 67 famílies. La densitat de població era de 152,4 habitants per km².
Dels 109 habitatges en un 18,3% hi vivien nens de menys de 18 anys, en un 49,5% hi vivien parelles casades, en un 8,3% dones solteres, i en un 38,5% no eren unitats familiars. En el 33,9% dels habitatges hi vivien persones soles el 16,5% de les quals corresponia a persones de 65 anys o més que vivien soles. El nombre mitjà de persones vivint en cada habitatge era de 2,06 i el nombre mitjà de persones que vivien en cada família era de 2,63.
Per edats la població es repartia de la següent manera: un 19,6% tenia menys de 18 anys, un 4,4% entre 18 i 24, un 18,7% entre 25 i 44, un 28% de 45 a 60 i un 29,3% 65 anys o més.
L'edat mediana era de 49 anys. Per cada 100 dones de 18 o més anys hi havia 84,7 homes.
La renda mediana per habitatge era de 22.857 $ i la renda mediana per família de 34.821 $. Els homes tenien una renda mediana de 22.500 $ mentre que les dones 18.750 $. La renda per capita de la població era de 15.767 $. Entorn del 7,3% de les famílies i el 12,2% de la població estaven per davall del llindar de pobresa.

## Poblacions més properes
El següent diagrama mostra les poblacions més properes.